# Un monde trop parfait
Un monde trop parfait (You Only Move Twice) est le 2e épisode de la saison 8 de la série télévisée d'animation Les Simpson.

## Synopsis
Homer obtient un nouveau travail chez Globex Corporation, et toute la famille déménage dans une nouvelle ville, Cypress Creek. Après avoir tenté de vendre la maison, les Simpson l'abandonnent et déménagent pour leur nouvelle destination. Homer rencontre son nouveau patron Hank Scorpio, qui est l'antithèse de son ancien patron, M. Burns. Hank est un patron jeune et dynamique. Homer a pour mission de motiver les salariés de Globex. Tandis qu'Homer découvre son nouvel environnement de travail, Bart est placé en classe de remise à niveau, ce qui le désespère. Lisa est devenue allergique à toutes les plantes de la région. Marge, quant à elle, s'ennuie, car le ménage se fait tout seul, la maison étant entièrement automatisée. Seul Homer apprécie Cypress Creek, et ne semble pas s'apercevoir que son patron est un dangereux terroriste qui cherche à gouverner le monde. Homer se retrouve donc face à un dilemme. Il finit par choisir sa famille, retourne à Springfield et reprend sa maison, squattée durant son absence par Otto Bus.

## Guest Star
- Albert Brooks en tant que voix de Hank Scorpio dans la version originale